# Dragonfly (gruppo musicale)
I Dragonfly sono un gruppo musicale croato formato nel 1997 da Drago Vidaković, Branko Kužnar, Branko Badanjak e Iva Gluhak.
Hanno rappresentato la Croazia all'Eurovision Song Contest 2007 con il brano Vjerujem u ljubav, cantato con Dado Topić.

## Carriera
Il 3 marzo 2007 i Dragonfly hanno partecipato a Dora, la selezione del rappresentante croato per l'Eurovision, cantando Vjerujem u ljubav con il cantante Dado Topić e venendo incoronato vincitore dopo essere arrivati primi nel voto della giuria e secondi nel televoto. Nella semifinale dell'Eurovision Song Contest 2007, che si è tenuta il successivo 10 maggio ad Helsinki, si sono piazzati al 16º posto su 28 partecipanti con 54 punti totalizzati, non riuscendo a qualificarsi per la finale.

## Discografia

### Singoli
- 2007 - Vjerujem u ljubav (con Dado Topić)